# Dekarboksilacija piruvata
Dekarboksilacija piruvata (također Swansonova konverzija, reakcija oksidativne dekarboksilacije ili povezana reakcija) biokemijska je reakcija pri kojoj se piruvat (pirogrožđana kiselina) pretvara u acetil koenzim A. Smatra se ključnom biokemijskom reakcijom koja povezuje metabolički put glikolize s Krebsovim ciklusom. Reakciju katalizira enzimatski sustav piruvat dehidrogenaze. U eukariota ova se reakcija dekarboksilacije odvija isključivo u matriksu mitohondrija, dok se u prokariota slične reakcije odvijaju u citoplazmi i staničnoj membrani. Piruvat se većim dijelom proizvodi putem glikolize u citoplazmi, te se potom prenosi u mitohondrij pri čemu se troši energija u obliku hidrolize ATP.
U mitohodriju piruvat ulazi u reakciju dekarboksilacije kojom se spaja s molekulom koenzima A, stvarajući tako acetil koenzim A. Pri toj se reakciji oslobađa jedna molekula ugljikovog dioksida i jedna molekula NADH, koja se reducira iz NAD+.
|         | + CoA-SH + NAD+ → NADH + H+ + CO2 + |                  |
| Piruvat |                                     | Acetil koenzim A |